# Kategoria e Parë 1986-1987
La Kategoria e Parë 1986-1987 fu la 48ª edizione della massima serie del campionato albanese di calcio disputata tra il 31 agosto 1986 e il 17 maggio 1987 e conclusa con la vittoria del Partizani Tirana, al suo quattordicesimo titolo.
Capocannoniere del torneo fu Arben Arbëri (Tomori) con 14 reti.

## Formula
Nessuna variazione rispetto alla stagione precedente. Le squadre partecipanti al torneo furono 14 e disputarono un turno di andata e ritorno per un totale di 26 partite.
Le ultime due classificate retrocedettero in Kategoria e Dytë.
Le squadre qualificate alle coppe europee furono tre: la vincente del campionato fu ammessa alla Coppa dei Campioni 1987-1988, la vincente della coppa d'Albania alla Coppa delle Coppe 1987-1988 e la seconda classificata alla Coppa UEFA 1987-1988.

## Squadre
| Squadra             | Città        | Stadio | Stagione 1985-1986 |
| ------------------- | ------------ | ------ | ------------------ |
| Labinoti            | Elbasan      |        | 11°                |
| 17 Nëntori          | Tirana       |        | 3°                 |
| KF Partizani Tirana | Tirana       |        | 4°                 |
| Dinamo Tirana       | Tirana       |        | Campione d'Albania |
| Flamurtari          | Valona       |        | 2°                 |
| Tomori              | Berat        |        | 10°                |
| Vllaznia            | Scutari      |        | 6°                 |
| Skënderbeu          | Coriza       |        | Kategoria e Dytë   |
| Lokomotiva          | Durazzo      |        | 5°                 |
| Luftëtari           | Argirocastro |        | 8°                 |
| Naftëtari           | Kuçovë       |        | 12°                |
| Traktori            | Lushnjë      |        | 9°                 |
| Besa Kavajë         | Kavajë       |        | Kategoria e Dytë   |
| Apolonia            | Fier         |        | 7°                 |

## Classifica finale
|                    | Pos. | Squadra     | Pt | G  | V  | N  | P  | GF | GS | DR  |
| ------------------ | ---- | ----------- | -- | -- | -- | -- | -- | -- | -- | --- |
| Albania (bandiera) | 1.   | Partizani   | 36 | 26 | 15 | 6  | 5  | 43 | 18 | +25 |
|                    | 2.   | Flamurtari  | 33 | 26 | 14 | 8  | 4  | 40 | 21 | +19 |
|                    | 3.   | Vllaznia    | 32 | 26 | 12 | 8  | 6  | 31 | 22 | +9  |
|                    | 4.   | Dinamo      | 31 | 26 | 13 | 8  | 5  | 36 | 23 | +3  |
|                    | 5.   | Luftëtari   | 26 | 26 | 9  | 8  | 9  | 26 | 24 | +2  |
|                    | 6.   | 17 Nëntori  | 25 | 26 | 9  | 10 | 7  | 43 | 29 | +14 |
|                    | 7.   | Apolonia    | 23 | 26 | 7  | 15 | 4  | 24 | 27 | -3  |
|                    | 8.   | Labinoti    | 23 | 26 | 7  | 9  | 10 | 24 | 28 | -4  |
|                    | 9.   | Lokomotiva  | 22 | 26 | 6  | 10 | 10 | 22 | 30 | -8  |
|                    | 10.  | Besa Kavajë | 22 | 26 | 4  | 14 | 8  | 21 | 31 | -10 |
|                    | 11.  | Tomori      | 22 | 26 | 6  | 10 | 10 | 28 | 39 | -11 |
|                    | 12.  | Skënderbeu  | 21 | 26 | 6  | 9  | 11 | 25 | 28 | -3  |
|                    | 13.  | Naftëtari   | 21 | 26 | 7  | 7  | 12 | 17 | 32 | -15 |
|                    | 14.  | Traktori    | 12 | 26 | 4  | 4  | 18 | 13 | 41 | -28 |

Legenda:

      Campione d'Albania
      Ammesso alla Coppa delle Coppe
      Ammesso alla Coppa UEFA
      Retrocesso in Kategoria e Dytë
Note:

Due punti a vittoria, uno a pareggio, zero a sconfitta.
Naftëtari retrocesso per differenza reti.
Flamurtari, Dinamo e 17 Nentori penalizzati di 3 punti.
Apolonia penalizzata di 6 punti.

## Verdetti
- Campione: Partizani Tirana
- Qualificata alla Coppa dei Campioni: Partizani Tirana
- Qualificata alla Coppa delle Coppe: Vllaznia
- Qualificata alla Coppa UEFA: Flamurtari
- Retrocessa in Kategoria e Dytë: Naftëtari, Traktori